# Karl Bitter (Bildhauer)

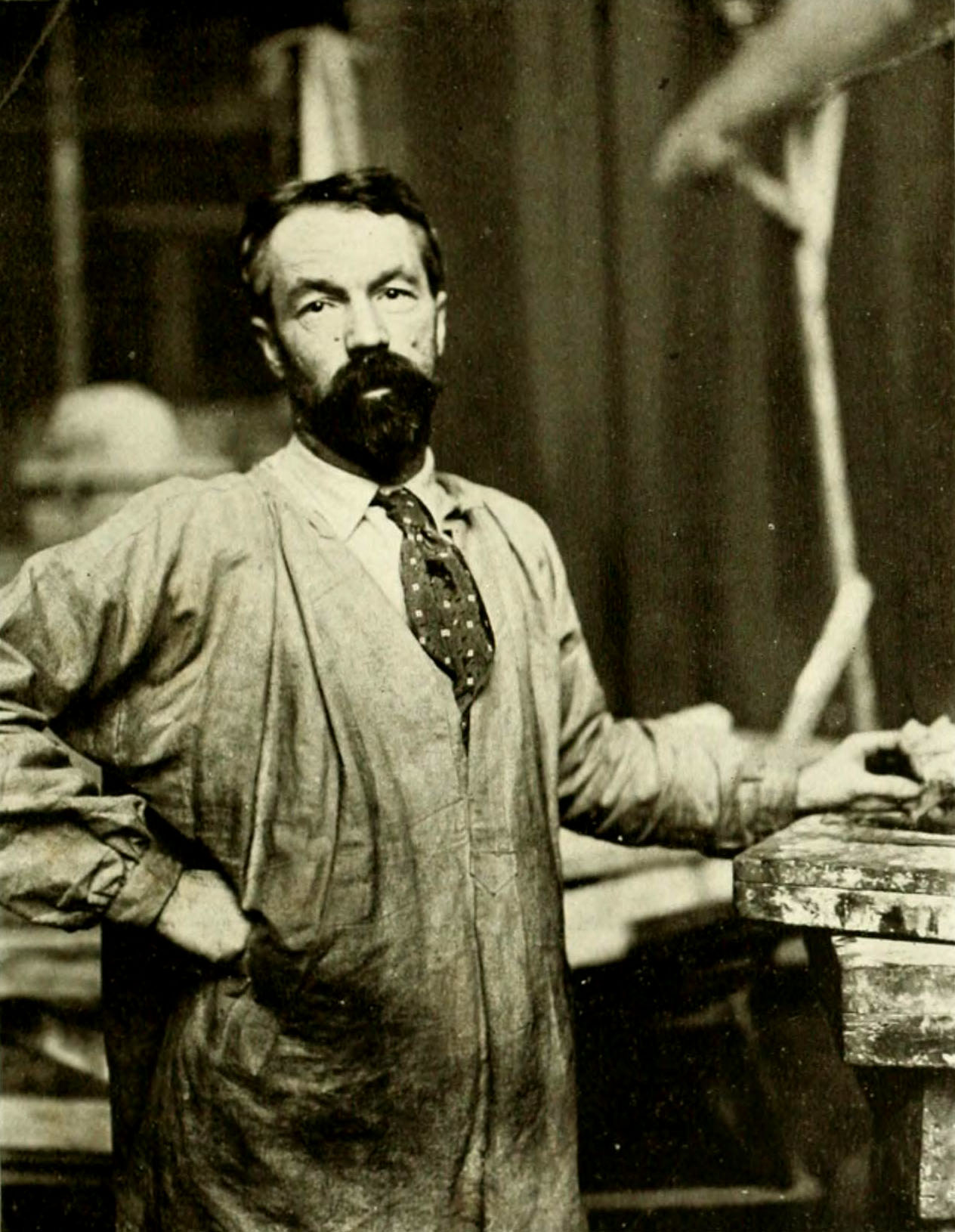
Karl Bitter

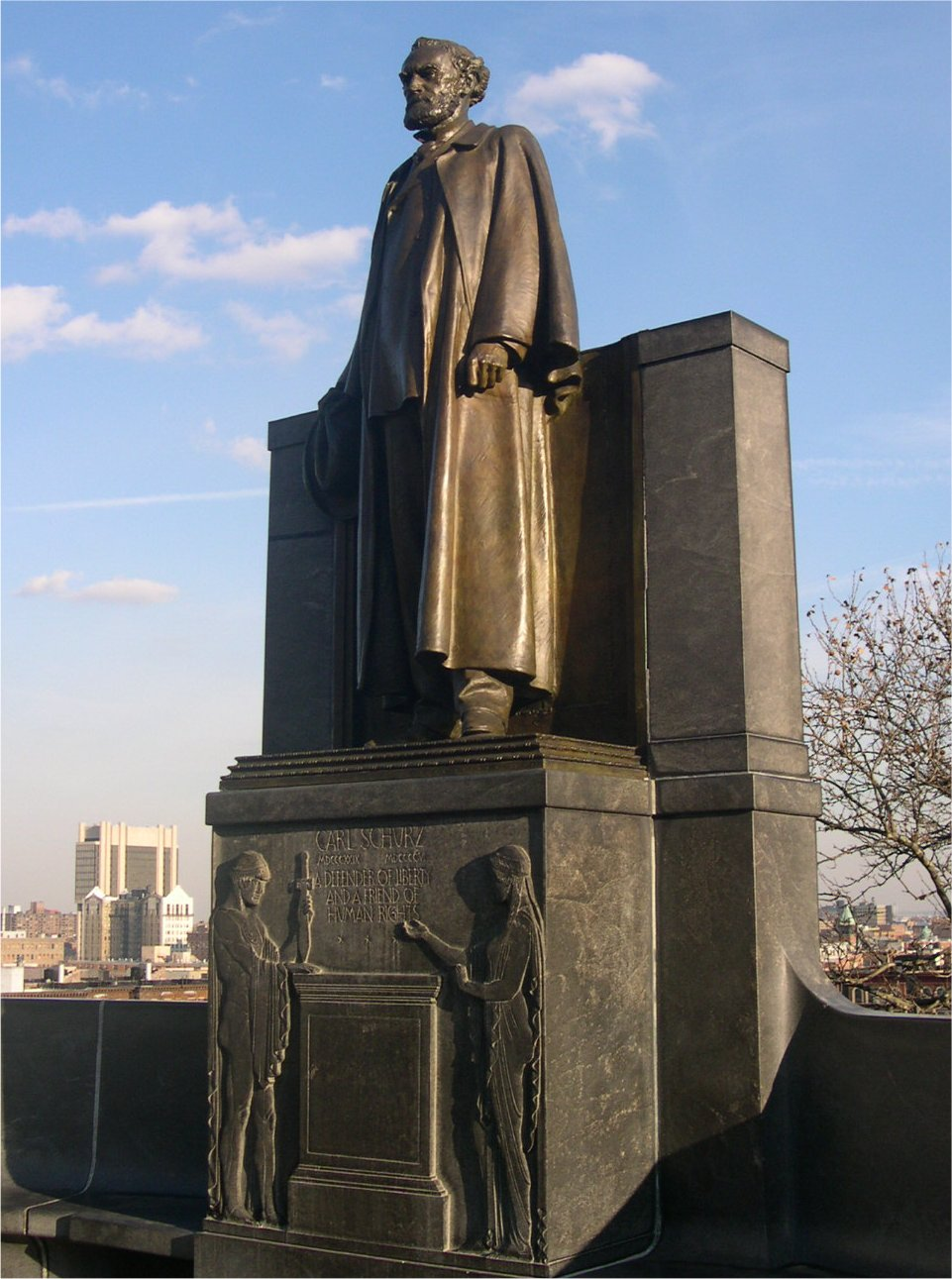
Carl-Schurz-Standbild an der 116th Street, New York City

Karl Bitter (* 6. Dezember 1867 in Wien; † 9. April 1915 in New York) war ein österreichischer Bildhauer.

## Herkunft und Ausbildung
Karl Bitter kam in der Herklotzgasse im 15. Wiener Gemeindebezirk zur Welt. Der protestantische Vater betrieb einen Handel mit Drogerieartikeln, die Mutter erzog die drei Söhne in ihrem römisch-katholischen Glauben. Der Zweitgeborene Karl, der die Juristenlaufbahn einschlagen sollte, brach das Henrietten-Gymnasium ab und kam im Alter von 14 Jahren in die Bildhauerklasse der Wiener Kunstgewerbeschule. Später studierte er bei Kühne und Edmund Hellmer an der Akademie der bildenden Künste Wien.

## Leben
Das Heer verließ er vorzeitig, indem er nach einem zweimonatigen Militärurlaub nicht mehr zur Truppe zurückkehrte; stattdessen wanderte er im Jahr 1889 in die USA aus. Ein Wiener Freund stellte ihm das Geld für die Schiffspassage nach Amerika zur Verfügung.
Am 22. November 1889 ging er in New York von Bord. Zuerst arbeitete er in einer Werkstatt für Fassadendekor. Der New Yorker Stararchitekt Richard Morris Hunt (1827–1895) wurde auf ihn aufmerksam und ließ ihn beim Bau eines Landsitzes für den Großunternehmer George W. Vanderbilt mitarbeiten. Schon bald gewann er in New York den Wettbewerb für die künstlicherische Ausgestaltung der bronzenen Türen an der Trinity Church, womit er seinen Ruf in den Vereinigten Staaten begründete. Seitens Richard M. Hunt wurde er aufgefordert, das Verwaltungsgebäude der Weltausstellung 1893 in Chicago mit Statuen zu verzieren. Dabei arbeitete er mit dem eben erst in die USA ausgewanderten Wiener Bildhauer Max von Mauch zusammen.
Im Alter von 30 Jahren war er Inhaber eines großen Ateliers mit qualifizierten Mitarbeitern in Philadelphia und erhielt die US-amerikanische Staatsbürgerschaft. Verheiratet war er mit Marie Schevill, die einer deutsch-amerikanischen Familie aus Cincinnati entstammt. Er besaß auch bereits einen eigenen Landsitz am Steilufer des Hudson.
Aufgrund des großen Erfolges wurde der Künstler zum Leiter der gesamten Skulpturendekorationen der beiden nächsten großen Ausstellungen in Buffalo 1901 und St. Louis 1904 ernannt.
Weiters schuf er die Karyatiden für das Metropolitan Museum in New York, für den Pennsylvania-Bahnhof in Philadelphia steuerte er die Skulpturen bei. Dekorationen für die Häuser der Familie Vanderbilts und das Villard-Monument. Zu seinen Lebzeiten war er die Nr. 1 unter den amerikanischen Bildhauern.
Im Jahr 1909 gelang es einem Wiener Freund Bitters Amnestie zu erwirken und dieser konnte nach Österreich zurückkehren, um seine Eltern zu besuchen. Bei einem weiteren Heimatbesuch wurde er von seiner Ehefrau und den drei Kindern begleitet.
Bitter starb am 10. April 1915 in New York bei einem Verkehrsunfall. Als er nach einem Besuch der Metropolitan Opera gemeinsam mit seiner Frau den Broadway überqueren wollte, um zur Straßenbahn zu gelangen, raste ein Auto heran. Er konnte gerade noch seine Frau zurückreißen, geriet selber jedoch unter die Räder und starb noch an der Unfallstelle.
Karl Bitter erhielt mehrere Auszeichnungen und Ehrungen. 1910 wurde er in die American Academy of Arts and Letters gewählt. Er war Präsident der National Sculpture Society.
Die Figur des Glücksritters Bonifazius Ritter in Gerhart Hauptmanns Atlantis hatte Karl Bitter als Vorlage.